# Leopold Gondrecourt
El Conde Leopold Gondrecourt fue un general austrohúngaro de origen francés notorio por su servicio en la batalla de Königshügel.

## Biografía
Después de asistir a la École spéciale militaire de Saint-Cyr en Saint-Cyr-l'École, el Conde Gondrecourt ingresó en el servicio del Ejército austríaco. A finales de 1863, fue nombrado brigadier al mando de una brigada de 4800 hombres que debía ser enviada a Schleswig-Holstein y partió de Praga el 17 y 18 de diciembre de 1863. Inicialmente el contingente austríaco de las tropas federales alemanas debía servir en la ejecución federal contra los ducados de Holstein y Lauenburgo; la brigada después continuó sirviendo junto al Ejército prusiano en la Segunda Guerra de Schleswig. El 3 de febrero de 1864, junto con la brigada prusiana "Canstein", la unidad de Gondrecourt asaltó el área en frente del Danewerk durante la batalla de Königshügel cerca de Selk. Por el éxito en la captura de Königshügel, fue condecorado con la Orden Militar de María Teresa. Por sus servicios en la guerra, el comandante prusiano Friedrich Graf von Wrangel sugirió al rey prusiano Guillermo I que Gondrecourt fuera condecorado con la orden Pour le Mérite 'por su loable comportamiento en la batalla cerca de Oberselk y la toma de Königshügel, como mencioné en mi anterior propuesta, pero también por su excelente bravura en Veile el día 8 del mes'. El rey Guillermo I entonces le concedió esta medalla el 18 de agosto de 1864.
En 1864 Gondrecourt fue nombrado mayordomo jefe y tutor del Archiduque y Príncipe de la Corona Rodolfo, de seis años de edad. El niño, quien fue nombrado coronel al nacer, debía ser criado para ser soldado. Con este propósito Gondrecourt utilizó duros métodos militares educativos, tales como tratamientos con agua, despertarse con disparos de pistola, la exposición nocturna en el zoológico, así como horas de ejercicio. Finalmente uno de sus subordinados, Josef Latour, informó a su madre la emperatriz Isabel de Austria-Hungría sobre los negativos efectos de estos métodos sobre su hijo. Ella presentó un ultimátum al emperador Francisco José I que resultó en la deposición de Gondrecourt en 1866.
Después fue comandante de la fortaleza de Theresienstadt. En 1866 se convirtió en adjunto del General Eduard Clam-Gallas en el 1.º Cuerpo de Ejército, después comandante general con el rango de mayor general del mismo. En 1888 Gondrecourt fue liberado para el retiro y murió en el mismo año.

## Condecoraciones
- Orden Militar de María Teresa
- Pour le Mérite